# ファミリー・ストーリー 〜これみんな家族なの?〜
『ファミリー・ストーリー 〜これみんな家族なの?〜』（原題: Family Reunion、ファミリー・リユニオン）は、2019年からNetflixで配信されているアメリカ合衆国のテレビドラマシリーズ。都会から田舎へ越してきたマッケラン一家を描くシチュエーション・コメディ。原作・制作はメグ・デローチ、出演はティア・モーリー＝ハードリクト、アンソニー・アラビ、ロレッタ・デヴァインなど。2019年7月10日にNetflixオリジナル作品として全世界へ配信された。

## あらすじ
都会のシアトルから田舎町のジョージア州コロンバスへ引っ越すことになったマッケラン家。都会の暮らしに慣れていた一家は南部のしきたりにカルチャーショックを受ける。

## 登場人物とキャスト

### メイン
ココ・マッケラン
演 - ティア・モーリー＝ハードリクト、日本語吹替 - まつだ志緒理
モズ・マッケラン
演 - アンソニー・アラビ、日本語吹替 - 大羽武士
ジェイド・マッケラン
演 - タリア・ジャクソン、日本語吹替 - 橋本結
シャカ・マッケラン
演 - アイザイア・ラッセル＝ベイリー、日本語吹替 - 胡麻鶴彩
マジー・マッケラン
演 - キャメロン・J・ライト、日本語吹替 - 小島幸子
アミー・マッケラン
演 - ジョーディン・ラヤ・ジェームズ、日本語吹替 - 神戸光歩
マ・ディア
演 - ロレッタ・デヴァイン、日本語吹替 - 田村聖子

## エピソード
| シーズン | シーズン   | 話数       | 話数       | 放送期間      | 放送期間      |
| -------- | ---------- | ---------- | ---------- | ------------- | ------------- |
|          | 1          | 10         | 10         | 2019年7月10日 | 2019年7月10日 |
|          | スペシャル | スペシャル | スペシャル | 2019年12月9日 | 2019年12月9日 |
|          | 2          | 9          | 9          | 2020年1月20日 | 2020年1月20日 |

＊各シーズン全話一斉配信

## 製作
2018年10月17日、Netflixは本作の製作が発表する。2019年9月17日、Netflixは第2シーズンへの更新を発表した。12月9日、ホリデースペシャルを配信する。

## 評価

### 批評
本作は批評集積サイトのRotten Tomatoesに6件のレビューがあり、批評家支持率は67%、平均点は10点満点で5.0点となっている。